# 科林·冯·埃廷斯豪森
科林·冯·埃廷斯豪森（德語：Colin von Ettingshausen，1971年8月11日—），德国男子赛艇运动员。他曾代表德国参加1992年和1996年夏季奥林匹克运动会赛艇比赛，其中1992年奥运会获得一枚银牌。